# La casa della peste
La casa della peste (The Sickhouse) è un film horror inglese, del 2008, diretto da Curtis Radclyffe.

## Trama
Il film racconta la storia di un vecchio ospedale di Londra dove vengono ritrovate, durante degli scavi, alcune spore di peste bubbonica, probabilmente risalenti al 1666, l'anno della terribile pandemia di Londra. Anna, una giovane archeologa che sta facendo ricerche in quella zona, è convinta che questo ritrovamento nasconda un terribile segreto e decide di proseguire le sue ricerche. Le autorità invece decidono di demolire l'edificio. Quella stessa notte Anna entra illecitamente nel vecchio ospedale per cercare prove dei suoi terribili sospetti.